# Ivy Dumont
Dame Ivy Leona Dumont, z domu Turnquest (ur. 2 października 1930 w Rose's) – działaczka polityczna Bahamów, minister, gubernator generalna.

## Życiorys[1]
Z wykształcenia nauczycielka, od 1948 pracowała w sektorze edukacyjnym, dochodząc do stanowiska zastępcy dyrektora departamentu nauczania w Ministerstwie Edukacji i Kultury. W latach 1975–1978 była podsekretarzem w Ministerstwie Pracy i Użyteczności Publicznej. Działała w partii Narodowy Ruch Wolności, pełniąc funkcję sekretarza generalnego. Po zwycięstwie wyborczym Narodowego Ruchu Wolności w sierpniu 1992 została powołana w skład Senatu oraz mianowana ministrem zdrowia i ochrony środowiska; była jedną z trzech kobiet w gabinecie Huberta Ingrahama. W styczniu 1995 przeszła na stanowisko ministra edukacji, młodzieży i sportu, które zachowała po kolejnym zwycięstwie wyborczym Narodowego Ruchu Wolności w marcu 1997.
Odeszła z rządu w styczniu 2001 z zamiarem wycofania się z życia publicznego. W listopadzie 2001 przyjęła jednak nominację na tymczasowego gubernatora generalnego po rezygnacji Orville Turnquesta. Była pierwszą kobietą na tym stanowisku. W styczniu 2002 została zatwierdzona jako pełnoprawny gubernator generalny; funkcję pełniła do listopada 2005. Po jej rezygnacji tymczasowo zastąpił ją Paul Adderley, a ostatecznie nowym gubernatorem został 1 lutego 2006 Arthur Dion Hanna.
Została m.in. odznaczona komandorią Orderu Św. Michała i Św. Jerzego.